# Greater Tzaneen
Greater Tzaneen – gmina w Republice Południowej Afryki, w prowincji Limpopo, w dystrykcie Mopani. Siedzibą administracyjną gminy jest Tzaneen.